# جواكم نترفيست
جواكم نترفيست (بالسويدية: Joakim Nätterqvist) (و. 1974  م) هو مغني، وممثل أفلام سويدي، ولد في جملا أوبسالا.

## التعليم
تعلم في Swedish National Academy of Mime and Acting ‏.

## وصلات خارجية
- جواكم نترفيست على موقع IMDb (الإنجليزية)
- جواكم نترفيست على موقع ميتاكريتيك (الإنجليزية)
- جواكم نترفيست على موقع روتن توميتوز (الإنجليزية)
- جواكم نترفيست على موقع ألو سيني (الفرنسية)
- جواكم نترفيست على موقع تيرنر كلاسيك موفيز (الإنجليزية)
- جواكم نترفيست على موقع أول موفي (الإنجليزية)
- جواكم نترفيست على موقع قاعدة بيانات الأفلام السويدية (السويدية)
- جواكم نترفيست على موقع قاعدة بيانات الفيلم (الإنجليزية)
- جواكم نترفيست على موقع كينوبويسك (الروسية)

- جواكم نترفيست في قاعدة بيانات الأفلام على الإنترنت